# Calamagrostis flaccida
Calamagrostis flaccida là một loài thực vật có hoa trong họ Hòa thảo. Loài này được Keng f. mô tả khoa học đầu tiên năm 1984.